# Corso Massimo D’Azeglio

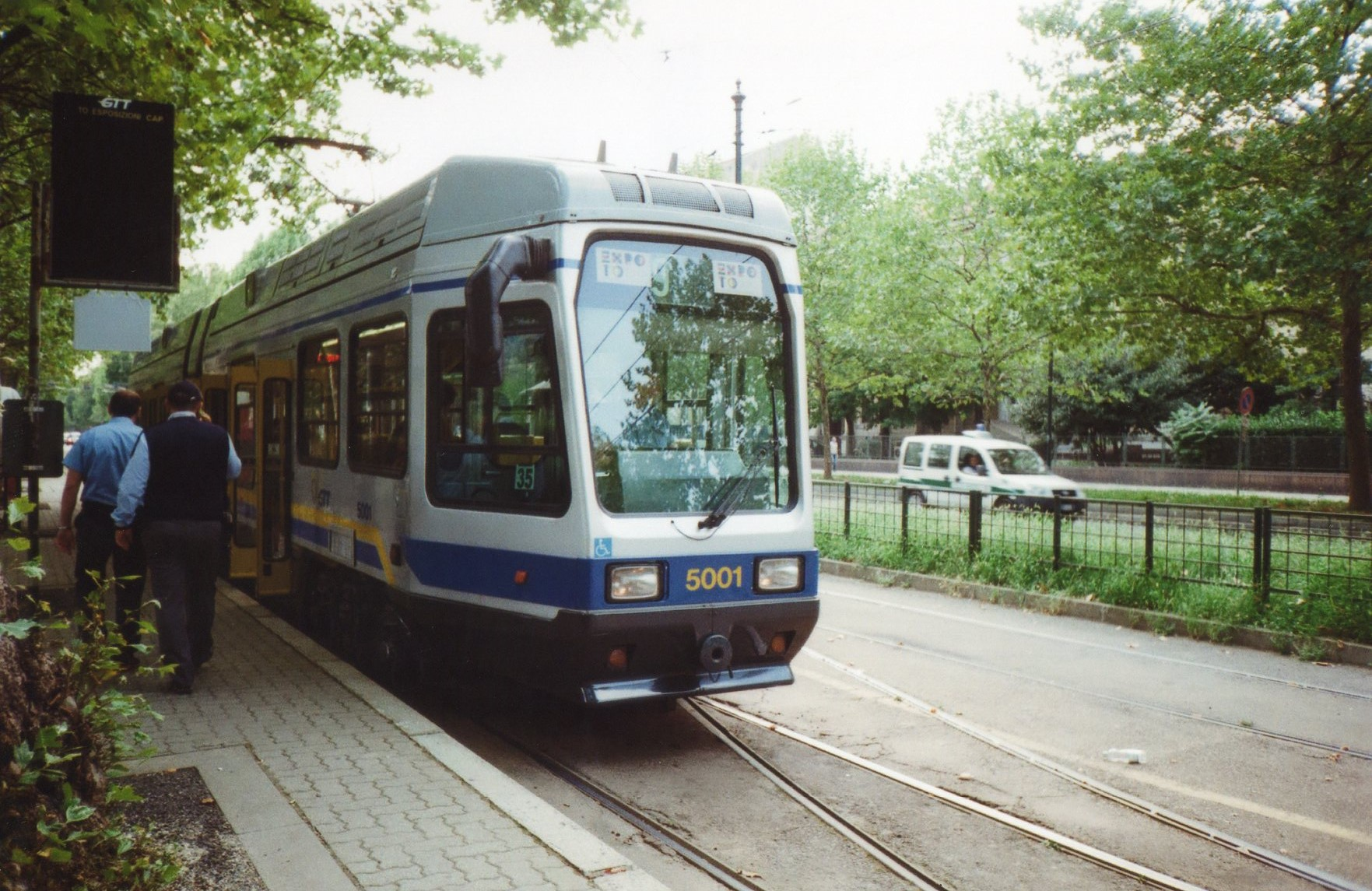

Corso Massimo D’Azeglio – dwujezdniowa arteria prowadząca z południowo-wschodnich obrzeży śródmieścia Turynu w kierunku autostrady A6. Arteria zaczyna się na skrzyżowaniu z Corso Vittorio Emanuele II i prowadzi skrajem Parco del Valentino na południe. Kontynuacją alei jest Corso Unità d’Italia. Swoją nazwę zawdzięcza Massimo d’Azeglio – włoskiemu politykowi i patriocie, który żył w latach 1798 – 1866. Z Corso Massimo D’Azeglio korzystają tramwaje linie 9 oraz autobusy linii 34 i 45.

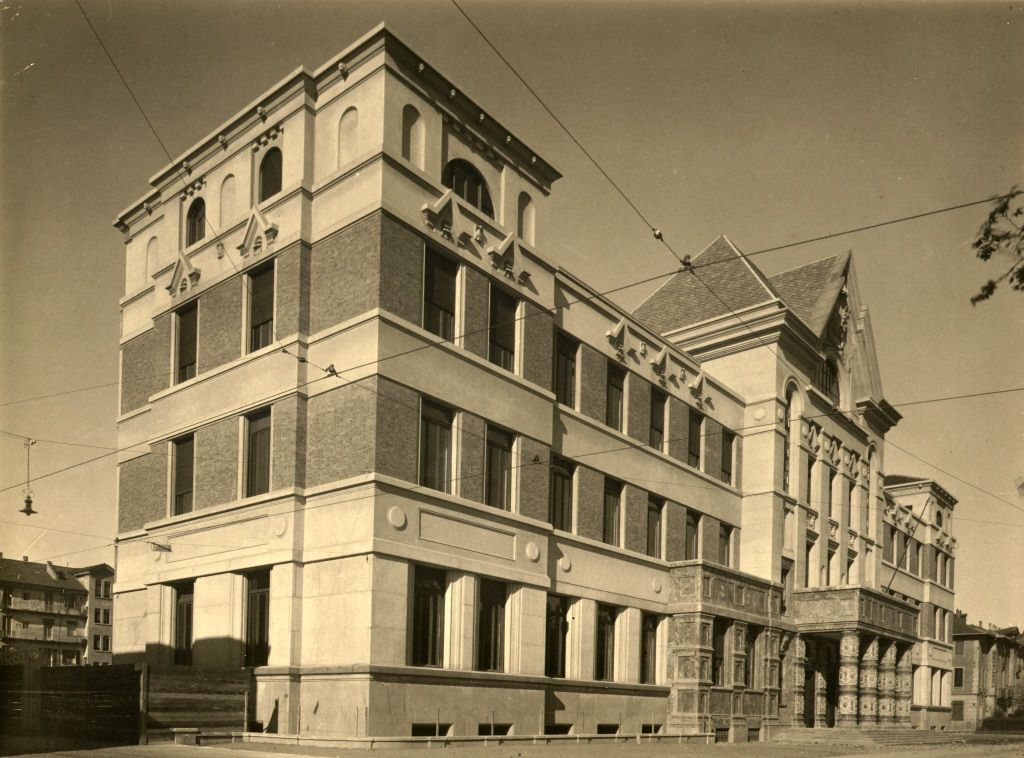